# Hache à talon
Une hache à talon (dites aussi haches plates ou haches à rebords), en cuivre pour les plus anciennes, mais en bronze plus fréquemment, dispose d'un rebord latéral perpendiculaire au corps de la hache, dénommé talon, ce qui permettait de caler la hache sur le manche, le dispositif étant souvent complété par un lien en cuir.

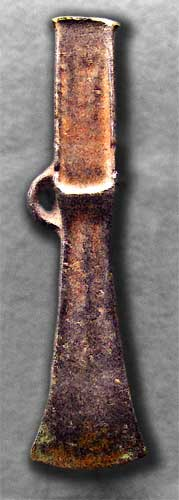
Hache à talon avec anneau d'attache

## Description
Une hache à talon est généralement montée sur un manche en bois creusé en fourche, calé sur le talon et maintenu solidement en place à l'aide d'une lanière en cuir. La hache est sensiblement plus épaisse du côté de la lame que du côté du manche.

## Histoire
Les haches à talon étaient moulées dans des moules bivalves en argile, pierre, ou bronze. Elles étaient utilisées comme outils ou comme armes. La production en fut massive en Europe occidentale à l'Âge du bronze.

## Galerie

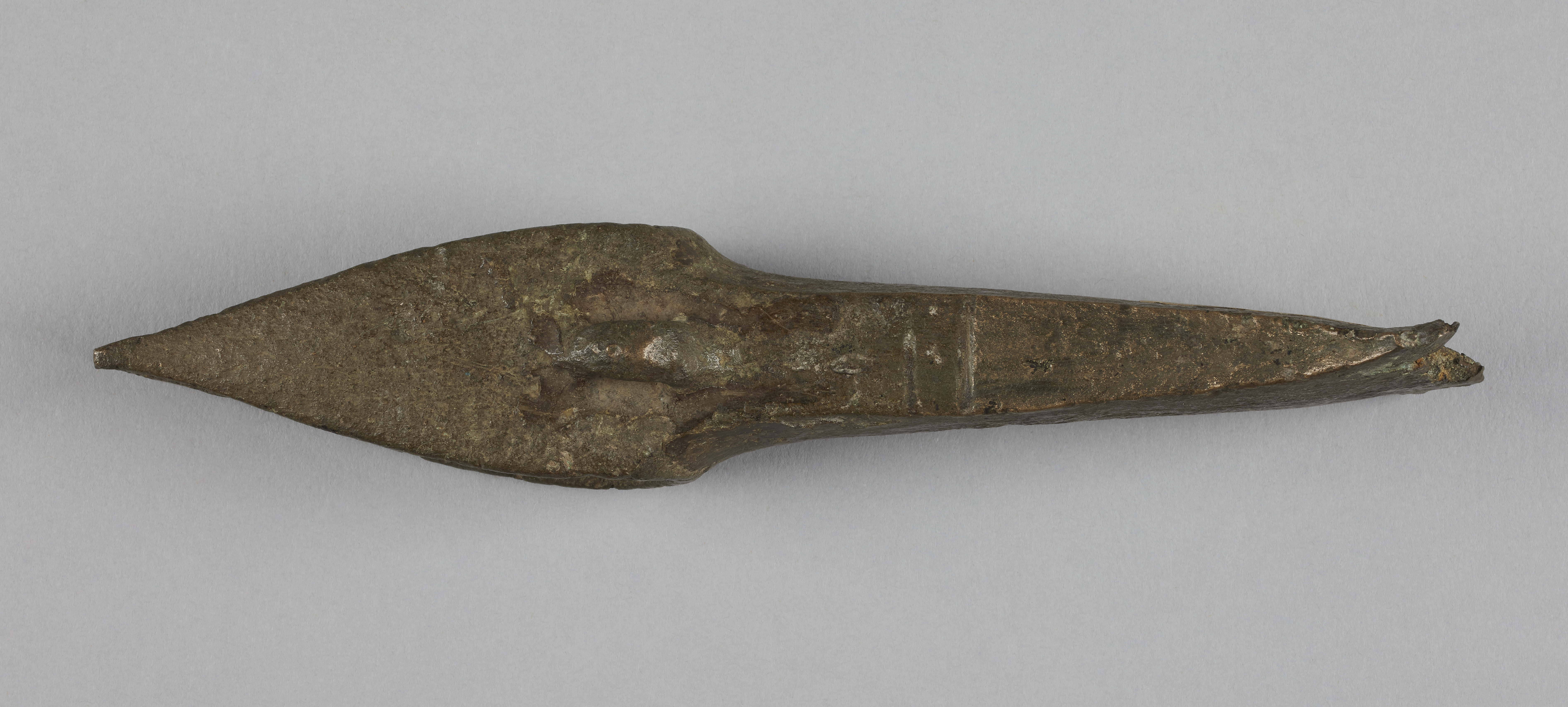
Hache à talon.
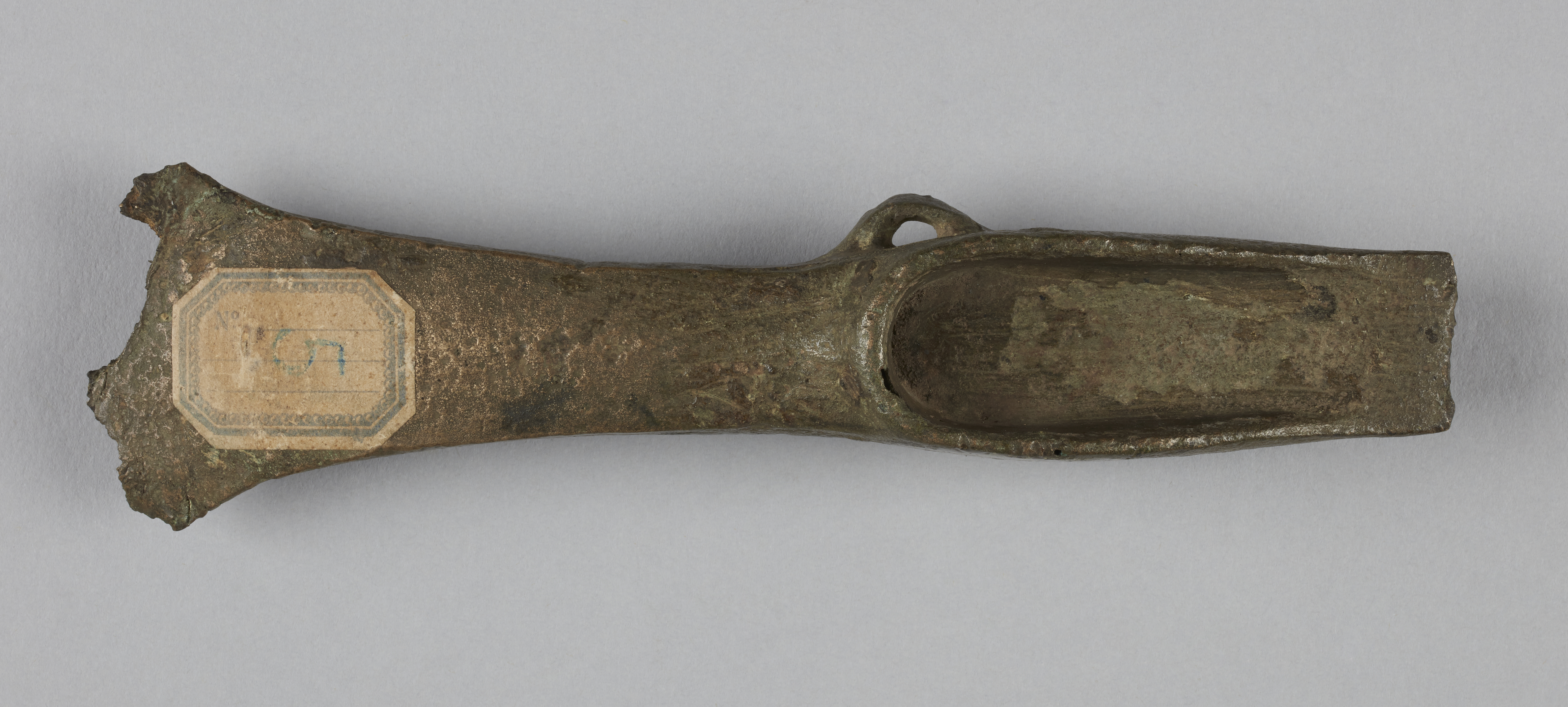
Hache à talon avec anneau latéral.